# کایتارا
کایتارا (به لاتین: Kaaitara) یک منطقهٔ مسکونی در کیریباتی است که در Teraina واقع شده‌است.